# (6918) Manaslu
(6918) Manaslu ist ein Asteroid des inneren Hauptgürtels, der am 20. März 1993 von den japanischen Astronomen Masanori Hirasawa und Shōhei Suzuki an der Mount Nyukasa Station (IAU-Code 408) entdeckt wurde.
Der Himmelskörper gehört zur Nysa-Gruppe, einer nach (44) Nysa benannten Gruppe von Asteroiden (auch Hertha-Familie genannt nach (135) Hertha).
(6918) Manaslu wurde am 2. April 1999 nach dem Achttausender Manaslu benannt, der mit einer Höhe von 8163 m der achthöchste Berg der Erde ist. Die Manaslu-Gruppe, zu der auch Ngadi Chuli (7871 m) und Himal Chuli (7893 m) zählen, wird auch als Mansiri Himal oder Gurkha Himal bezeichnet und liegt im Distrikt Gorkha. Im Nordwesten liegt das Annapurna-Massiv, im Südosten das Ganesh Himal.